# زبان ترکی کارامانلی
ترکی کارامانلی (به ترکی استانبولی: Karamanlıca, Karamanlı Türkçesiya da Karamanlidika، به یونانی: Καραμανλήδικα) یکی از لهجه‌های ترکی و گونه‌ای سامانهٔ نوشتاری بود که توسط جامعه‌ای از مسیحیان ارتدکس در زمان امپراتوری عثمانی به آن صحبت می‌شد.
برای نوشتن ترکی کارامانلی از الفبای یونانی استفاده می‌شد. ترکی کارامانلی ادبیات خود را داشته و چند اثر ادبی از آن در قرن ۱۹ به چاپ رسید. در گذشته به طور محدود در کشورهای یونان، بلغارستان، مقدونیه، رومانی، و ترکیه به این زبان صحبت می‌شود.